# Druhý pohled
Druhý pohled (v anglickém originále Second Sight) je v pořadí devátá epizoda druhé sezóny seriálu Star Trek: Stanice Deep Space Nine.

## Příběh
Uplynuly čtyři roky od smrti Siskovy manželky Jennifer v bitvě u Wolf 359. Benjamin Sisko potká tajemnou ženu jménem Fenna a přeskočí mezi nimi jiskra, avšak po krátkém rozhovoru, kdy jí nabídne prohlídku stanice, Fenna náhle zmizí. Na stanici kotví loď Federace USS Prometheus. Na její palubě je výstřední vědec Gideon Seyetik, který se zabývá terraformací. Krátké uvítací setkání s posádkou stanice ukáže, že jde o člověka zcela pohlceného vlastní prací a egocentrismem. Mise, kvůli které Seyetik na DS9 přijel, je zahájit terraformaci celé hvězdné soustavy tím, že obnoví termonukleární reakci uvnitř hvězdy Epsilon 119 explozí protohmoty, kterou dopraví do hvězdy dálkově ovládaný raketoplán. To má být jeho dosud největší počin, o kterém tvrdí, že mu dá velkou práci ho překonat něčím ještě větším.
Další den se Sisko s Fennou opět setkává, vydají se na prohlídku stanice. Když se Sisko požádá Fennu, aby mu řekla něco o sobě, ona zpanikaří a uteče. Později při večeři s Jakem je Sisko mimo, Jake pozná, že je zamilovaný a říká mu, že s tím nemá problém. Sisko požádá Oda, zda by se pokusil ženu najít. Dává mu však jen kusé informace. Jadzia Dax navštíví Siska a ptá se na Fennu. On jí však řekne, že zatím není o čem mluvit.
Další setkání se Seyetikem, tentokrát na palubě Promethea, odhalí, že Fenna je ve skutečnosti Seyetikova žena Nidell. Po skončení večeře, když všichni opustí jídelnu, osloví Sisko Nidell, ona však setkání s ním popírá a tvrdí, že ho až do této večeře nikdy neviděla. Sisko navštíví Oda, aby mu řekl, že už dál pátrat nemusí, že Fenna je z Promethea. Odo ale překvapeně Sisko odpoví, že podle staničních záznamů nikdo jiný kromě Seyetika loď neopustil. Večer se Fenna náhle objeví před Siskovou kajutou. Ten jí říká o Nidell, Fenna ale tvrdí, že ji nezná. Pak se před zraky Siska náhle rozplyne.
Miles O'Brien a Dax dokončují úpravy Promethea před odletem na misi. Přijde Sisko s tím, že letí také, že potřebuje odpovědi. Na můstku Promethea si Sisko se Seyetikem povídají o tom, jak se seznámil s Nidell při terraformaci planety Nová Halana. V Siskově kajutě se objeví Fenna. Přivolaná Dax trikordérem zjistí, že Fenna není hmotná bytost, pouze čistá energie. Okamžitě jdou s Fennou za Seyetikem. Ten se sklání nad spící Nidell. Dax zjišťuje, že Nidell je v šoku a umírá. Seyetik vysvětluje Siskovi a Dax, že Nidell je psychoprojektivní telepat a Fenna je projekcí jejího podvědomí. Tyto projekce jsou vyvolány emociálním neklidem a čím větší neklid, tím větší ohrožení na životě projekce představuje. Dax zjistí, že Nidell uvolňuje z těla velké množství energie, což nemůže vydržet déle než několik hodin.
Mezi čtyřma očima vysvětlí Seyetik Siskovi, že už se to jednou stalo před třemi lety a že Nidell tehdy málem zemřela. Seyetik řekne, že v ženách probouzí silné emoce, ale žádná žena s ním pak nevydrží déle než pár let. Dodává však, že Halanové, rasa, z které Nidell pochází, si hledá jednoho partnera na celý život. Nemůže ho tedy opustit, ani kdyby chtěla. V kajutě Siskovi Fenna tvrdí, že jsou to lži, zároveň ale nemá žádné vzpomínky na svůj předchozí život. Sisko ji vysvětlí, že musí odejít, aby zachránila Nidell, bez níž beztak nemůže existovat. Rozloučí se spolu.
Při zahájení operace posádka zjistí, že Seyetik je v raketoplánu a není možné ho dostat zpět, neboť zablokoval vlečný paprsek lodi. Vysvětlí, že toto je jediný způsob, jak zachránit Nidell a zároveň může zemřít při svém největším počinu. Siskovi zanechává svůj nekrolog pro Daystromův institut. S výkřikem „Budiž světlo!“ naráží do hvězdy, která se pak znovu zažehne. Fenna, která vše na můstku sleduje, zmizí.
Zpátky na stanici přichází k Siskovi Nidell, loučí se a děkuje. Vrací se na svou domovskou planetu. Mrzí ji, že si Fennu nepamatuje. Sisko odvětí, že si je bude pamatovat za oba. Nidell se ptá, jaká Fenna byla. Sisko po krátkém zaváhání odpoví: „Byla přesně jako vy“.

## Zajímavosti
- USS Prometheus je první lodí třídy Nebula, která se objevila v seriálu Stanice Deep Space Nine.
- Prométheus je postava z řecké mytologie, dal člověku oheň. Jméno lodi má tedy souvislost se Seyetikovou misí zažehnout hvězdu.
- Šaty, které nosí Fenna, později oblékla Antonia ve filmu Star Trek: Generace a Leosa, postava z epizody „Agent“ seriálu Star Trek: Vesmírná loď Voyager.